# Eschatogonia marivelensis
Eschatogonia marivelensis är en lavart som först beskrevs av Vain., och fick sitt nu gällande namn av Kalb. Eschatogonia marivelensis ingår i släktet Eschatogonia, klassen Lecanoromycetes, divisionen sporsäcksvampar och riket svampar.   Inga underarter finns listade i Catalogue of Life.